# وليام ووكر آرنولد
وليام ووكر آرنولد (بالإنجليزية: William W. Arnold)‏ (و. 1877 – 1957 م) هو سياسي، وقاضي، ومحامي من الولايات المتحدة الأمريكية .
وهو عضو في الحزب الديمقراطي الأمريكي .
توفي في روبنسون .